# 中国国鉄北京3型ディーゼル機関車
中国国鉄北京型ディーゼル機関車（ちゅうごくこくてつペキン3がたディーゼルきかんしゃ）とは、中華人民共和国鉄道部の所有する液体式ディーゼル機関車の1系列である。
1971年に二七機関車車両工場で幹線用旅客型として開発され、1975年 - 1991年に358両が製造された。エンジン、動力伝達装置は1基である。前面窓下に北京の切抜文字と天安門のレリーフが飾られているので知られる。また通称「大北京」と呼ばれる2両永久連結型もある。
華中から東北部まで幅広く配属されて旅客列車に使用されていたが、現在は入替用や本線での小運転などで活用されている。また朝鮮民主主義人民共和国に渡った車両もある。